# Flecha Brabanzona 2023
La 63.ª edición de la clásica ciclista Flecha Brabanzona fue una carrera en Bélgica que se celebró el 12 de abril de 2023 sobre un recorrido de 205,1 kilómetros con inicio el municipio de Lovaina y final en la ciudad de Overijse.
La carrera formó parte del UCI ProSeries 2023, calendario ciclístico mundial de segunda división, dentro de la categoría UCI 1.Pro y fue ganada por el francés Dorian Godon del AG2R Citroën. Completaron el podio, como segundo y tercer clasificado respectivamente, el irlandés Ben Healy del EF Education-EasyPost y el también francés Benoît Cosnefroy del mismo equipo que el vencedor.

## Equipos participantes
En esta ocasión formaron parte de la carrera 20 equipos, 11 de categoría UCI WorldTeam y 9 de categoría UCI ProTeam. Formaron así un pelotón de 133 ciclistas de los que acabaron 61. Los equipos participantes fueron:
| WorldTeams (11)- AG2R Citroën Team - Alpecin-Deceuninck - Bahrain Victorious - Cofidis - EF Education-EasyPost - Ineos Grenadiers - Intermarché-Circus-Wanty - Soudal Quick-Step - Arkéa-Samsic - Trek-Segafredo - UAE Team Emirates ProTeams (9)- Bingoal WB - Bolton Equities Black Spoke Pro Cycling - Human Powered Health - Israel-Premier Tech - Lotto Dstny - Q36.5 Pro Cycling Team - Team Flanders-Baloise - Tudor Pro Cycling Team - Uno-X Pro Cycling Team |
| |

## Clasificación final
- La clasificación finalizó de la siguiente forma:[3]

| \| Clasificación general \| Clasificación general \| Clasificación general \| Clasificación general \| Clasificación general \| \| Ciclista \| Ciclista \| Equipo \| Tiempo \| \| \| --------------------- \| --------------------- \| ---------------------- \| --------------------- \| --------------------- \| \| 1.º \| Dorian Godon \| AG2R Citroën Team \| 4 h 32 min 20 s \| \| \| 2.º \| Ben Healy \| EF Education-EasyPost \| + 1 s \| \| \| 3.º \| Benoît Cosnefroy \| AG2R Citroën Team \| + 21 s \| \| \| 4.º \| Rémi Cavagna \| Soudal Quick-Step \| + 24 s \| \| \| 5.º \| Axel Zingle \| Cofidis \| + 25 s \| \| \| 6.º \| Alexander Kamp \| Tudor Pro Cycling Team \| + 25 s \| \| \| 7.º \| Arnaud De Lie \| Lotto Dstny \| + 25 s \| \| \| 8.º \| Andrea Bagioli \| Soudal Quick-Step \| + 25 s \| \| \| 9.º \| Toms Skujiņš \| Trek-Segafredo \| + 25 s \| \| \| 10.º \| Kim Heiduk \| Ineos Grenadiers \| + 25 s \| \| |                  |                        |                 |
| |                  |                        |                 |
| Fuente: ProCyclingStats |                  |                        |                 |
| Clasificación general |                  |                        |                 |
| Ciclista | Ciclista         | Equipo                 | Tiempo          |
| 1.º | Dorian Godon     | AG2R Citroën Team      | 4 h 32 min 20 s |
| 2.º | Ben Healy        | EF Education-EasyPost  | + 1 s           |
| 3.º | Benoît Cosnefroy | AG2R Citroën Team      | + 21 s          |
| 4.º | Rémi Cavagna     | Soudal Quick-Step      | + 24 s          |
| 5.º | Axel Zingle      | Cofidis                | + 25 s          |
| 6.º | Alexander Kamp   | Tudor Pro Cycling Team | + 25 s          |
| 7.º | Arnaud De Lie    | Lotto Dstny            | + 25 s          |
| 8.º | Andrea Bagioli   | Soudal Quick-Step      | + 25 s          |
| 9.º | Toms Skujiņš     | Trek-Segafredo         | + 25 s          |
| 10.º | Kim Heiduk       | Ineos Grenadiers       | + 25 s          |

## Ciclistas participantes y posiciones finales
Convenciones:
- AB: Abandono
- FLT: Retiro por llegada fuera del límite de tiempo
- NTS: No tomó la salida
- DES: Descalificado o expulsado

## UCI World Ranking
La Flecha Brabanzona otorgó puntos para el UCI World Ranking para corredores de los equipos en las categorías UCI WorldTeam, UCI ProTeam y Continental. Las siguientes tablas son el baremo de puntuación y los diez corredores que obtuvieron más puntos:
| Posición              | 1.º | 2.º | 3.º | 4.º | 5.º | 6.º | 7.º | 8.º | 9.º | 10.º | 11.º | 12.º | 13.º | 14.º | 15.º | 16.º-30.º | 31.º-40.º |
| Clasificación general | 200 | 150 | 125 | 100 | 85  | 70  | 60  | 50  | 40  | 35   | 30   | 25   | 20   | 15   | 10   | 5         | 3         |

| Clasificación |                  |                       |         |
| Posición      | Ciclista         | Equipo                | General |
| ------------- | ---------------- | --------------------- | ------- |
| 1.º           | Dorian Godon     | AG2R Citroën          | 200     |
| 2.º           | Ben Healy        | EF Education-EasyPost | 150     |
| 3.º           | Benoît Cosnefroy | AG2R Citroën          | 125     |
| 4.º           | Rémi Cavagna     | Soudal Quick-Step     | 100     |
| 5.º           | Axel Zingle      | Cofidis               | 85      |
| 6.º           | Alexander Kamp   | Tudor                 | 70      |
| 7.º           | Arnaud De Lie    | Lotto Dstny           | 60      |
| 8.º           | Andrea Bagioli   | Soudal Quick-Step     | 50      |
| 9.º           | Toms Skujiņš     | Trek-Segafredo        | 40      |
| 10.º          | Kim Heiduk       | INEOS Grenadiers      | 35      |